# David Chilia
David Chilia (10 giugno 1978) è un allenatore di calcio ed ex calciatore vanuatuano, di ruolo portiere, attuale preparatore dei portieri dell'Erakor Golden Star.

## Carriera

### Giocatore

#### Club
Ha cominciato a giocare al Tupuji Imere. Nel 2004 è stato acquistato dal Tafea, con cui ha concluso la propria carriera nel 2011.

#### Nazionale
Ha debuttato in Nazionale il 28 settembre 1998, in Nuova Zelanda-Vanuatu (8-1). Ha partecipato, con la Nazionale, alla Coppa delle nazioni oceaniane 2004 e alla Coppa delle nazioni oceaniane 2008. Ha collezionato in totale, con la maglia della Nazionale, 26 presenze.

### Allenatore
Nel 2011 diventa preparatore dei portieri dell'Erakor Golden Star.

## Palmarès

### Giocatore

#### Competizioni nazionali
- Campionato di Vanuatu: 5

Port Vila Premia Divisen: 2004, 2005, 2006, 2007, 2008-2009